# 最高戦争指導会議
最高戦争指導会議（さいこうせんそうしどうかいぎ）は、小磯國昭内閣が成立した直後の1944年（昭和19年）8月に、従来の大本営政府連絡会議を改称して設置された会議。国務と統帥の調整強化を目的としたが、1945年（昭和20年）8月22日に廃止された。

## 概要
1937年（昭和12年）に日露戦争後初めて大本営が設置された際、当時の日本では統帥権は政治権力から分離されていたことから（統帥権の独立）、軍と政府との情報交換の場として大本営政府連絡会議が設置された。
小磯内閣成立後、国務と統帥の調整を強化し戦争指導の一元化を図るために、1944年（昭和19年）8月4日の大本営政府連絡会議で「最高戦争指導会議に関する件」を決定し最高戦争指導会議を設置することとなった。翌8月5日に天皇への上奏、裁可を受けて最高戦争指導会議が発足、大本営政府連絡会議の廃止が決定された。
同年9月9日の衆議院予算総会において、小磯首相は設置理由の背景について、日清戦争、日露戦争時の大本営会議を引き合いに出し、仮に自分が大本営会議に出席したとしても自由な放談や議論をすることは許されないとの考えから、新たに会議を作った旨を述べている。
最高戦争指導会議の出席者は、内閣総理大臣、外務大臣、陸軍大臣、海軍大臣、参謀総長、軍令部総長とされ、必要に応じ、その他の国務大臣や参謀次長・軍令部次長が列席した。また重要な案件の審議には天皇が臨席する御前会議の形式で開催された。
その他、幹事を内閣書記官長、陸軍省軍務局長、海軍省軍務局長が務め（三幹事）、陸海軍側からは軍務局の一員である幹事補佐が付いた。
最高戦争指導会議は小磯内閣の下で52回開催された。太平洋戦争中に4回決定された戦争指導大綱のうち第3回（1944年8月19日）と第4回（1945年6月8日）の策定作業が最高戦争指導会議で行われたが、第3回では三幹事による調整が行われたのに対し、第4回では三幹事で直接会合に参加したのは内閣書記官長のみで陸海軍からは幹事補佐が調整役を担っている。
最高戦争指導会議の実態は大本営政府連絡会議とほとんど変わらなかったため、鈴木貫太郎内閣成立後に最高戦争指導会議構成員会議が開催されるようになったが、国務と統帥の調整強化という点では達成することができなかったとされる。太平洋戦争での降伏声明発出から1週間後、1945年（昭和20年）8月22日に廃止された。

## 最高戦争指導会議構成員会合
上記の通り、この会議は戦争指導の根本方針の策定が目的であったが、実際の会議においては幹事補佐の軍参謀（佐官クラス）の作成起案した強硬な原案を審議追認する傾向にあった。1945年（昭和20年）4月の就任後に和平交渉に向けた活動を始めた東郷茂徳外相は、トップ6人だけで腹蔵なく意見交換できる会議を提案し、他の5人もこれに賛同して、会議内容は出席者以外には秘密という「最高戦争指導会議構成員会合」が開催されることとなる。この会合は5月11日に最初の集まりが持たれた。最高戦争指導会議自体が法的根拠を持っていなかったためこの会合も非公式なものだったが、その後の戦争終結に向けた動きの中で重要な意思決定機関となった。